# El hombre perseguido por un O.V.N.I.
El hombre perseguido por un O.V.N.I. es una película española de 1976 dirigida por Juan Carlos Olaria y protagonizada por Richard Kolin, Lynn Endersson, Juan Olaria, Dámaso Muní, Lina Nadal, Rosario Vineis y Manuel Bronchud.

## Sinopsis
Un platillo volante, tripulado por extraterrestres mutantes y procedente de un mundo desconocido, viene a la Tierra con una misión concreta: capturar a un ser humano para llevarlo a su lejano planeta con fines científicos. El designado es Oliver (Richard Kolin), un escritor de ficción barata, que reparte su tiempo entre sus obras, hacer el amor con su amiga Carol (Lynn Enderson) y vivir un insólito ménage à trois con un matrimonio conocido.

## Reparto
- Richard Kolin (José Coscolín) como Alberto Oliver.
- Lynn Enderson como Carol.
- Juan Olaria como Comisario Durán.
- Gemma Lewis como Carmen.
- Juan Carlos Olaria como Jefe de los extraterrestres.
- Juan Roig como Piloto de la nave.
- Dámaso Muní como Amante de Carol.
- Manuel Bronchud como Conductor de coche.
- Ross Vineis como Mutante.
- José María Montserrat como Mutante.
- Juan Osca como Mutante.
- Jesús Ortega como Mutante.

## Producción

### Rodaje
El rodaje, que comenzó en mayo de 1972, se completó con bastante rapidez por el director , que diseñó una copia de trabajo desprovista de su banda sonora proyectada durante el Festival de Sitges. Pasó un año antes de conocer al director Juan Xiol, que se ofrece a editar la película de nuevo, añadiendo además unas escenas con Lynn Endersson, actriz del cine de destape.
El director se puso en contacto con el consulado americano y les pidió imágenes de archivo de naves especiales de la NASA, que fueron incluidas en el montaje final de la película.
Olaria ofreció el papel de Comisario Durán al cineasta Francisco Rovira-Beleta, pero éste rechazó la propuesta alegando que no se veía como actor.
El actor Jack Taylor dirigió el doblaje de la película al inglés (The Man of Ganimedes) en los estudios Arcofón de Madrid.

### Cartel
El cartel de la película está ilustrado y diseñador por el artista Carlos Escobar.

### Edición DVD
En diciembre de 2007, la distribuidora española L’Atelier 13 la editó en DVD celebrando el 30.º aniversario de la película. 
La edición contenía una entrevista al director Juan Carlos Olaria y el cortometraje Encuentro Inesperado de 1995, protagonizado por Ángela Ulloa.

### Secuela
Entre 2015 y 2020, Olaria produjo la secuela de El hombre perseguido por un O.V.N.I. titulada El hijo del hombre perseguido por un ovni, protagonizada por Toni Junyent, Jordi Guasch, Ana Merchante, David Ayén, Carles Mir, José Ulloa, Ángela Ots, Joan Estrada, Toni Rovira y José María Blanco. La película se estrenó en la sección Brigadoon del Festival de Cine de Sitges el 14 de octubre de 2021.

## En la cultura popular
El 26 de octubre de 2022, el concursante Rafa Castaño estuvo a punto de completar el rosco del programa Pasapalabra de Antena 3. El presentador Roberto Leal exclamó: "¡Estás a una de 1.714.000 euros! 20 segundos por delante y una palabra".

"Empieza por O, apellido del cineasta que dirigió la película El hombre perseguido por un ovni".

El concursante falló. Probó suerte con el apellido Orton, pero el responsable de dicho largometraje era el español Juan Carlos Olaria. El participante admitió que no lo conocía.